# Аляскинська залізниця

Схема Аляскинської залізниці

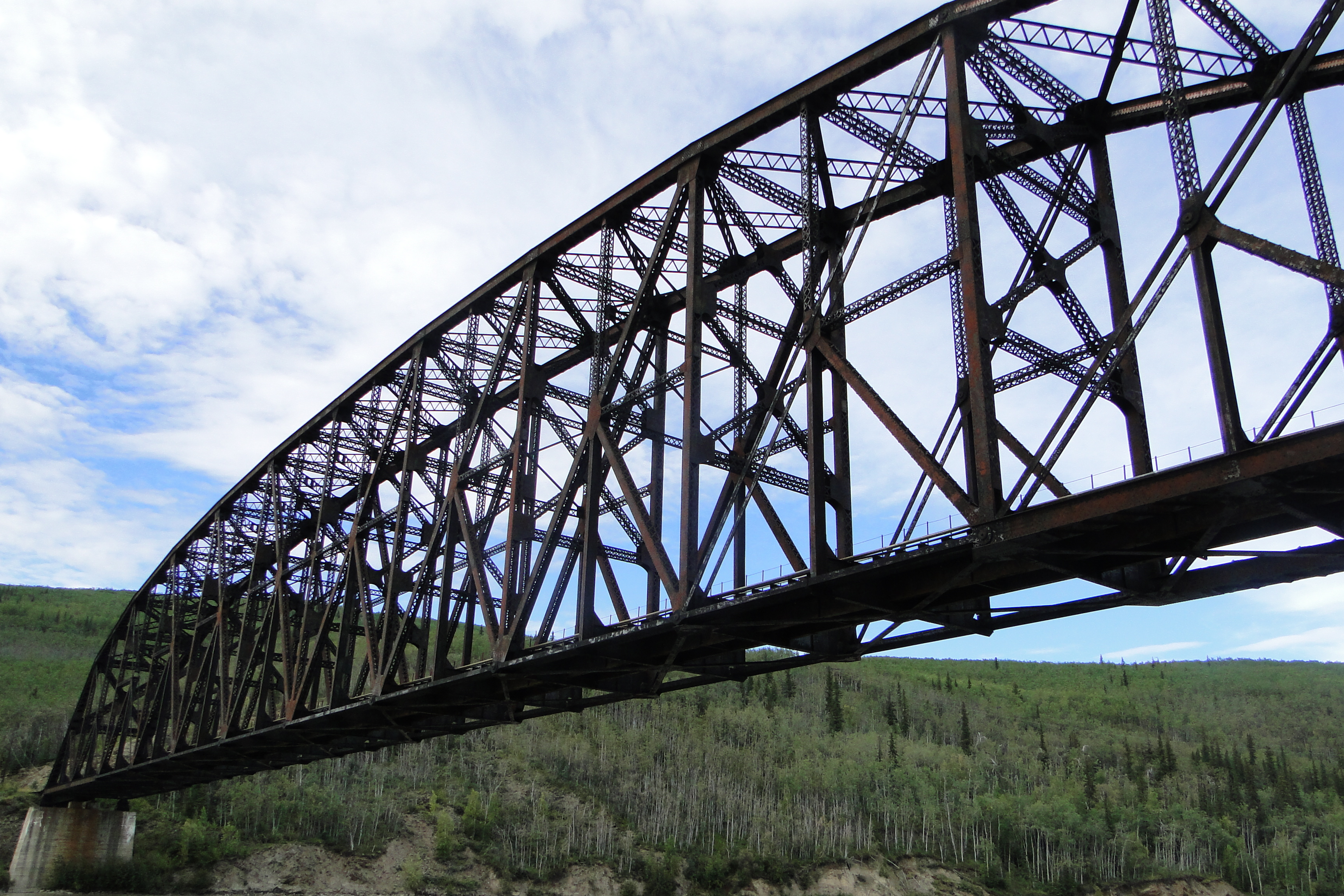
Міст Міст Мірс-Меморіал

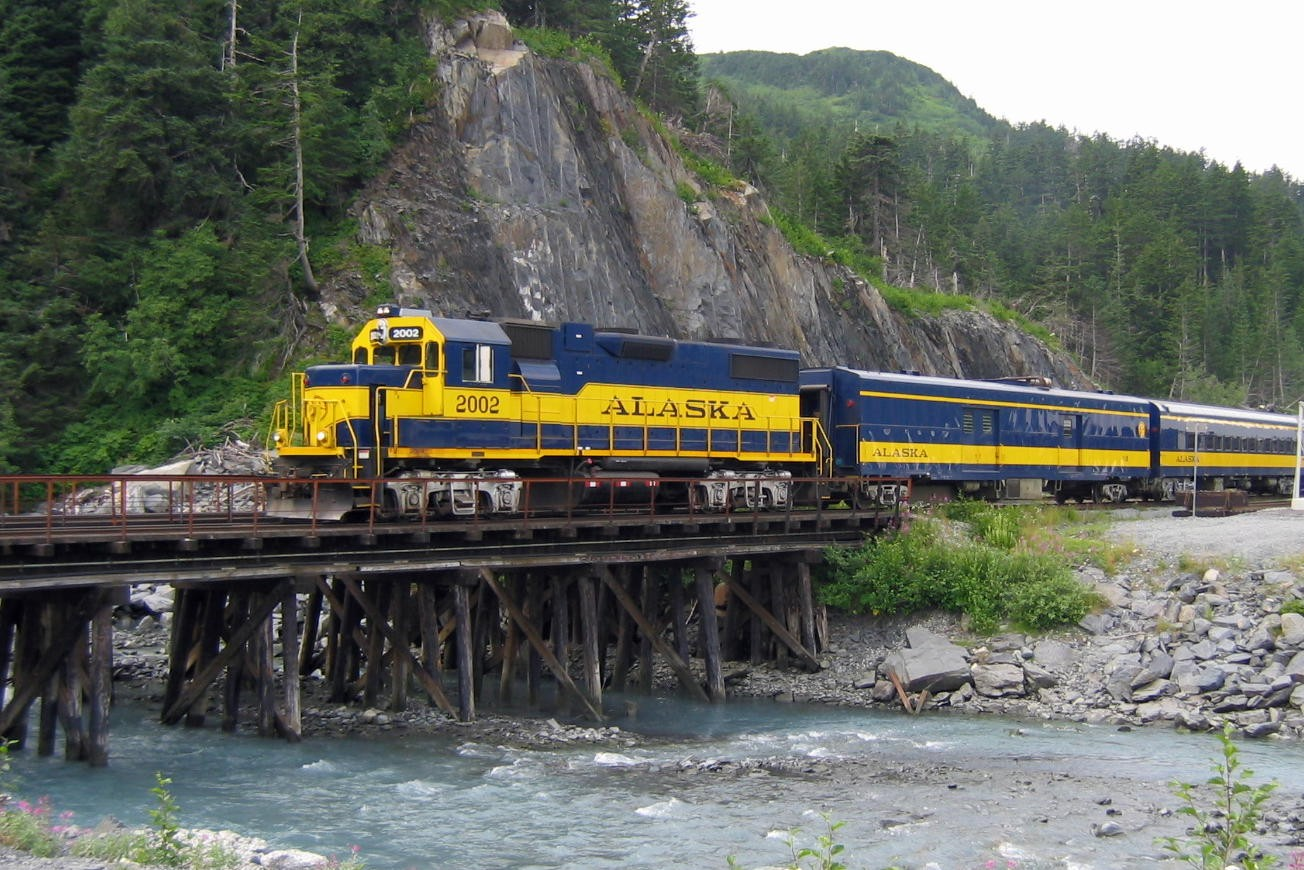
2004 рік

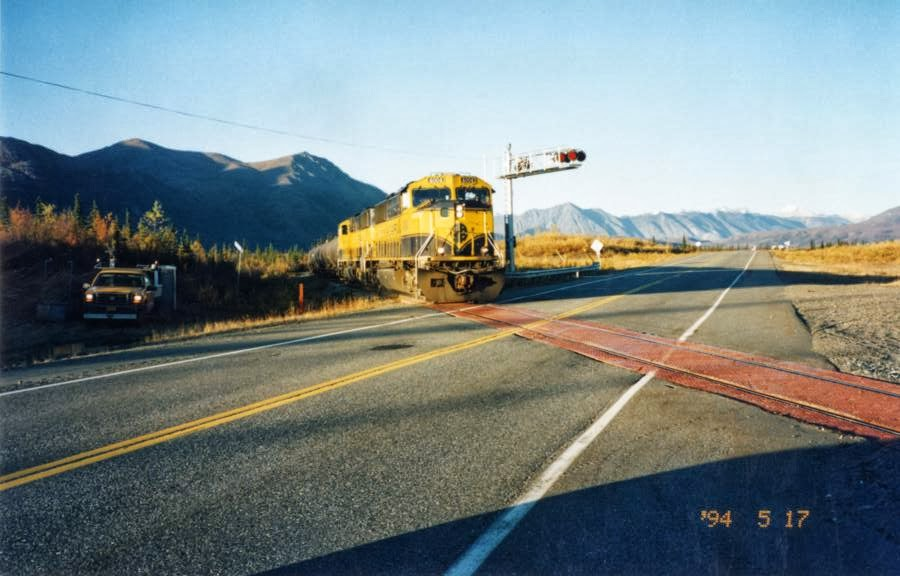
Перетин з шосе № 3, 1994 р.

Аляскинська залізниця, АЗ (англ. Alaska Railroad, ARR) — залізниця на Алясці, США.

## Опис
Аляскинська залізниця прямує від Сьюарда і Віттіера на півдні Аляски через Анкоридж до Фербанкса в центральній її частині. Магістральна довжина залізниці — 760 км, ще близько 800 км становить довжина запасних і під'їзних колій, тупиків, технологічних відгалужень тощо. З Віттіера поїзди можуть на поромі дістатися до Сієтла — таким чином залізниця сполучена із залізничною мережею 48 материкових штатів країни.
Ширина колії — 1435 мм.
Крім населених пунктів, АЗ обслуговує військові об'єкти: військово-повітряну базу Аєлсон і форт Вейнрайт.
У 2005 році АЗ перевезла 200 266 пасажирів (25110943 пасажиро-миль). У 2011 році обіг АЗ склав 161,5 мільйона доларів з прибутком 4,9 мільйона.
За цим показником залізниця належить до другого класу залізниць США

## Історія
Будівництво залізниці розпочала компанія Alaska Central Railroad в 1903 році в Сьюарді. Побудувавши за шість років 82 км колій, організація визнала роботу виконаною: їхньою залізницею перевозили пасажирів, вантажі, пошту. У 1909 році цю залізницю купила інша компанія, Alaska Northern Railroad Company, яка за п'ять років додала до неї 34 км колій на північ. У 1914 році цю лінію завдовжки 116 км купив уряд США, штаб-квартира її подальшого будівництва розташувалася в поселенні Шип-Крік (нині — місто Анкоридж), роботи з будівництва залізниці на північ продовжилися; 1914 р. вважається датою заснування Аляскинської залізниці.
У 1917 році збанкрутіла Залізниця Танана-Воллей, яка мала на той час 72 км вузькоколійки, побудованої за 12 років, що могла стати північною частиною АЗ. Уряд купив залізницю, що розорилася, і спорудив подвійну колію для наступного перешивання. До 1930 року європейська колія була прокладена по всій довжині залізниці.
У 1923 році було побудовано міст Мірс-Меморіал завдовжки 210 метрів через річку Танана біля поселення Ненана — на той час це був другий за розміром однопрогінний сталевий залізничний міст у країні. 15 липня того ж року Президент США Воррен Гардінг забив «золотий костиль», символізуючи закінчення будівництва.
У 1964 році АЗ сильно постраждала від потужного землетрусу, її повне відновлення тривало кілька місяців. У 1985 році уряд Аляски викупив залізницю в уряду США за 22,3 мільйона доларів і вклав близько 70 мільйонів в її модернізацію і ремонт.
Станом на початок 2010-х років розглядалися плани продовження залізниці від Фербанксу на південний схід до Делта-Джанкшена, і на південь від Віттіера через канадський Юкон, щоб зв'язати залізницю з континентальною залізничною мережею безпосередньо, а не через пором до Сієтлу, як нині.

## Маршрути
Аляскинська залізниця має пік навантаження влітку, під час туристичного сезону. Пасажири рухаються у вагонах з великими панорамними вікнами або навіть куполами на даху з оглядом в 360°.
- «Зірка Деналі[en]» курсує з травня по вересень від Анкориджа до Фербанкса через національний парк Деналі. Долає 576 км за 11 годин і 45 хвилин[9]. Читачі журналу Conde Nast Traveler назвали маршрут «Зірка Деналі» «найкращим туристичним залізничним маршрутом в США»[10].
- «Зимова Аврора[en]» курсує з вересня по травень за тим же маршрутом з аналогічною швидкістю й зупинками[11].
- «Побережний класичний[en]» курсує з травня по вересень від Анкориджа до Сьюарда. Долає 183 км за 4 години і 20 хвилин[12].
- «Відкривач льодовиків[en]» курсує з травня по вересень від Анкориджа до Віттієра. Долає 110,6 км за 2 години[13].
- «Ураган[en]» курсує з травня по вересень (із четверга по неділю) і з вересня по травень (перший четвер кожного місяця) від Талкітни до Хуррікан-Галч. Долає 92,7 км за 2 години і 30 хвилин. Один з останніх регулярних поїздів країни, які зупиняються «на вимогу»: по всій довжині маршруту можна в будь-якому місці зупинити поїзд і сісти на нього, якщо помахати білою хусткою[14].

## Рухомий склад
- 28 EMD SD70MAC[en], з них 12 з системою Head end power[en]
- 15 EMD GP40-2[en]
- 8 EMD GP38-2
- 2 моторні вагони
- До 2009 року також використовувались дизельні автомотриси Budd Rail Diesel Car[en] та локомотиви EMD MP15AC[en].

## Галерея

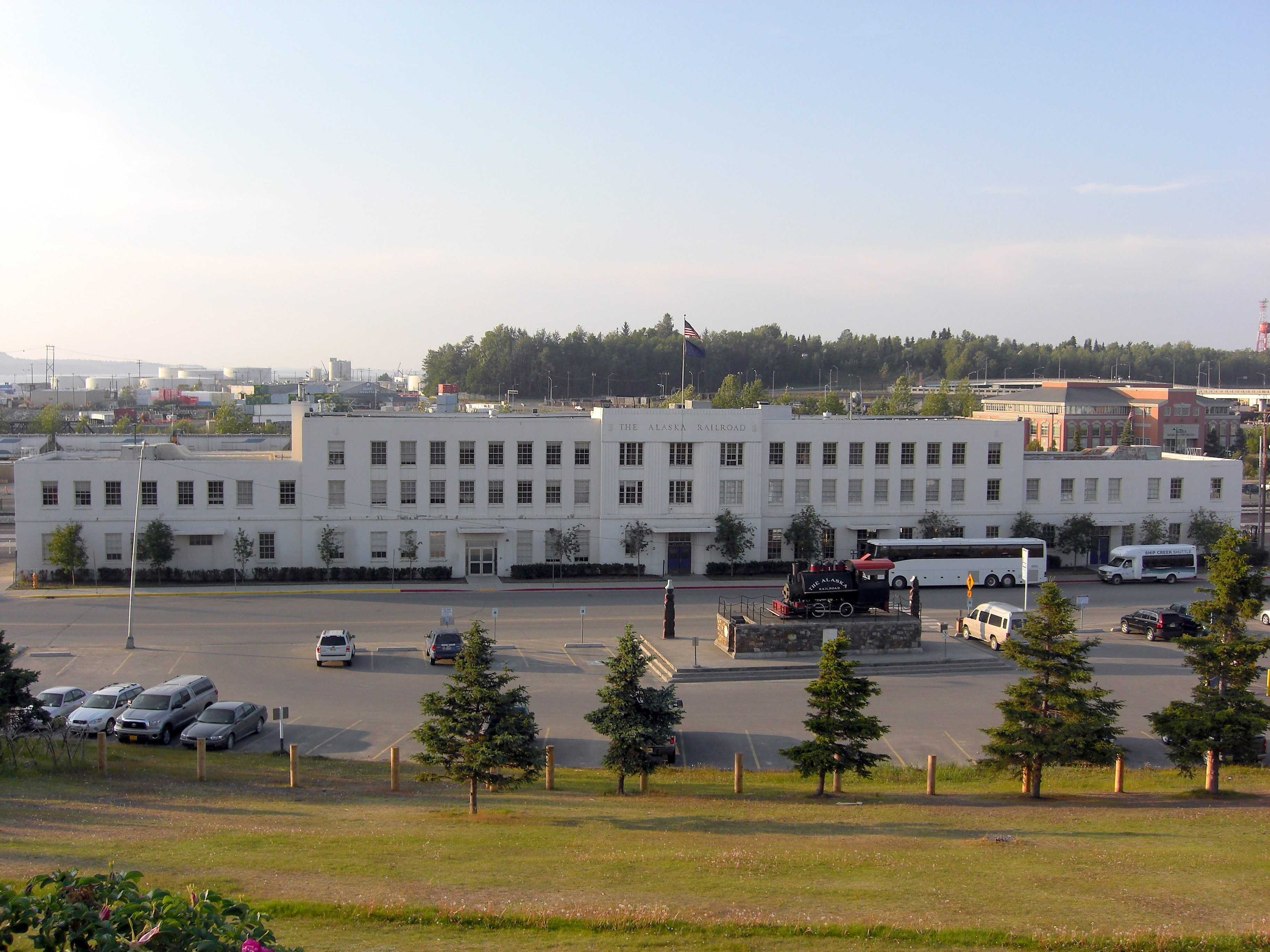
Історична станція в Анкориджі.
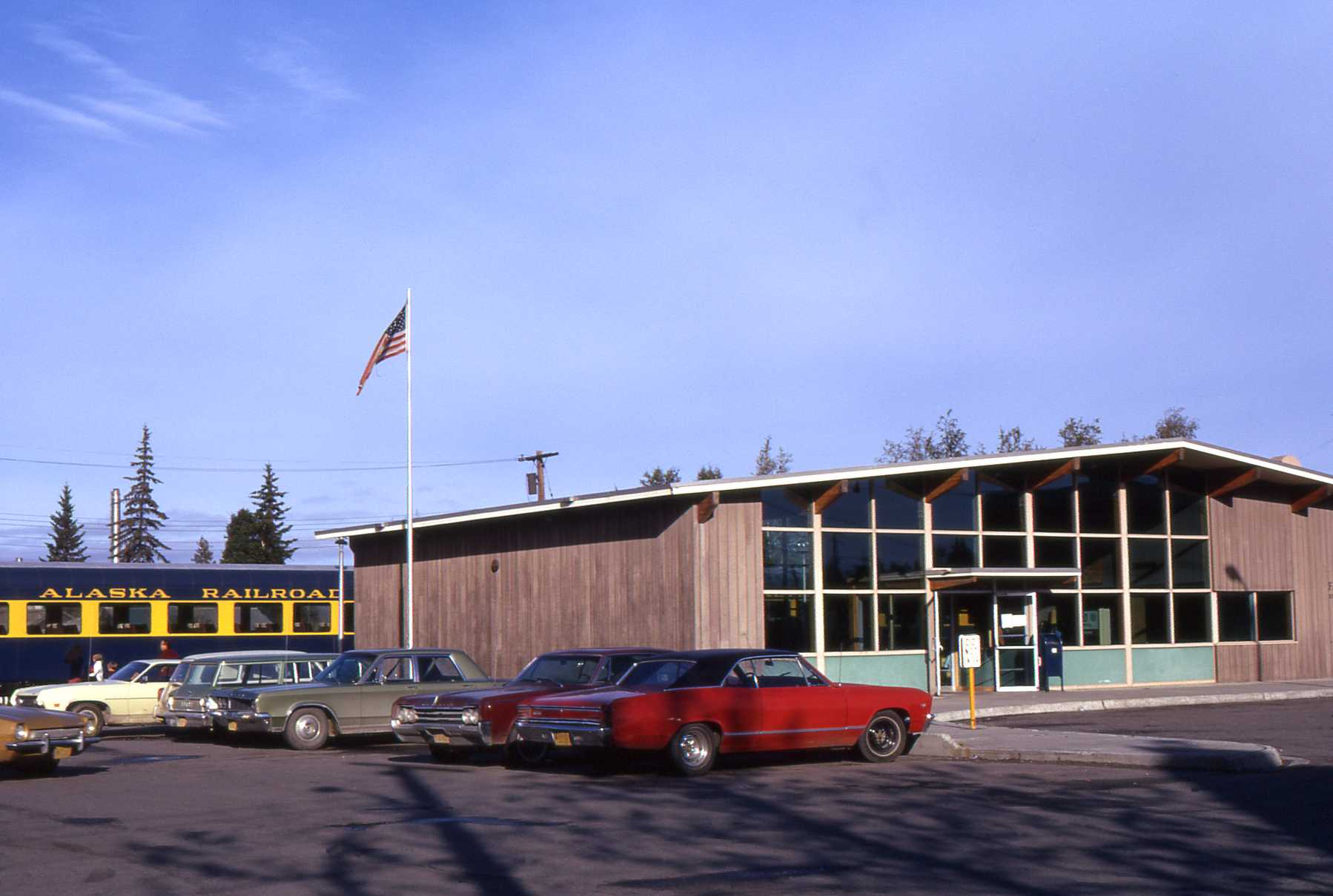
Колишня станція у Фейрбанксі, 1972.
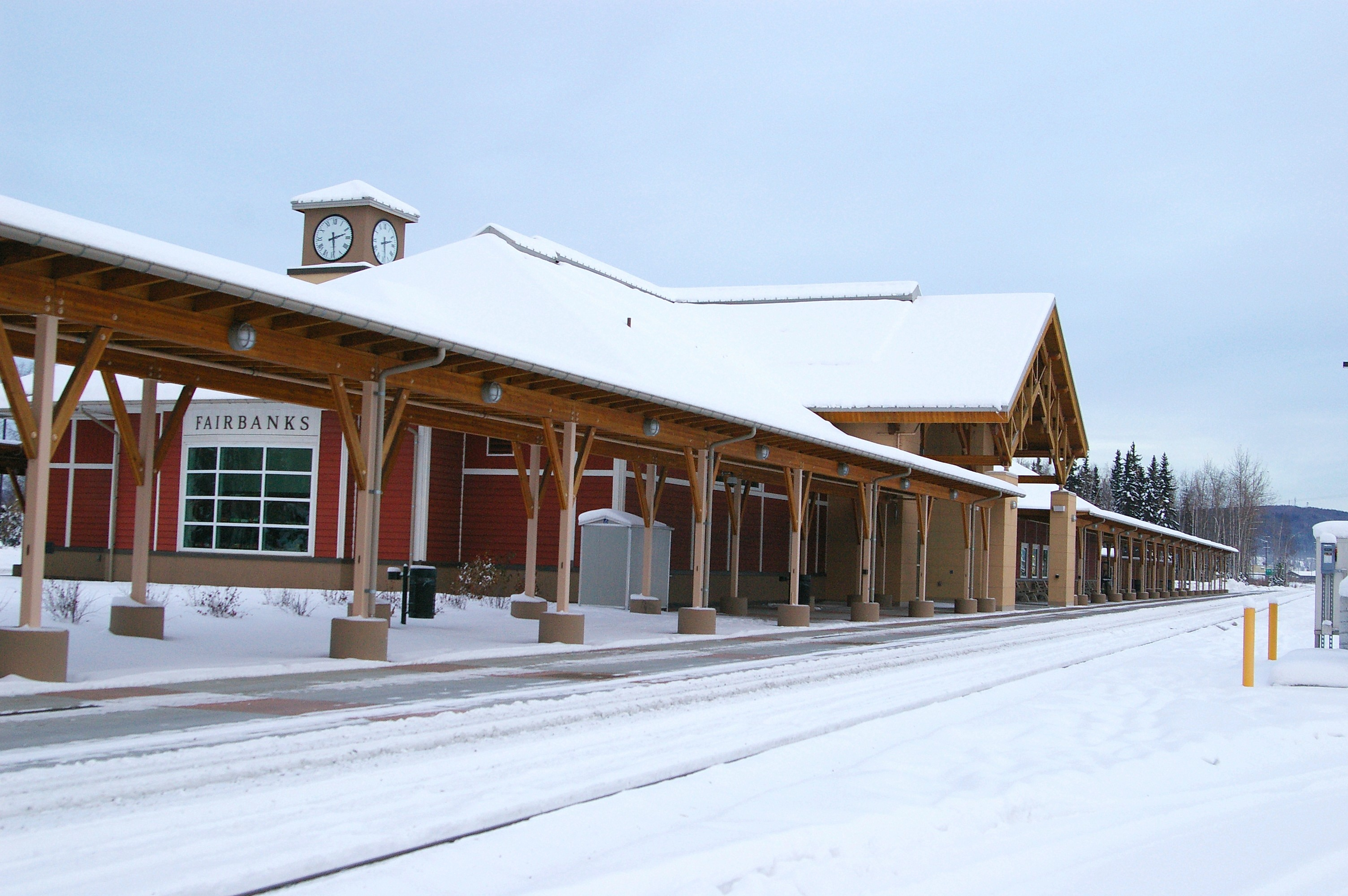
Нинішня станція у Фейрбанксі.
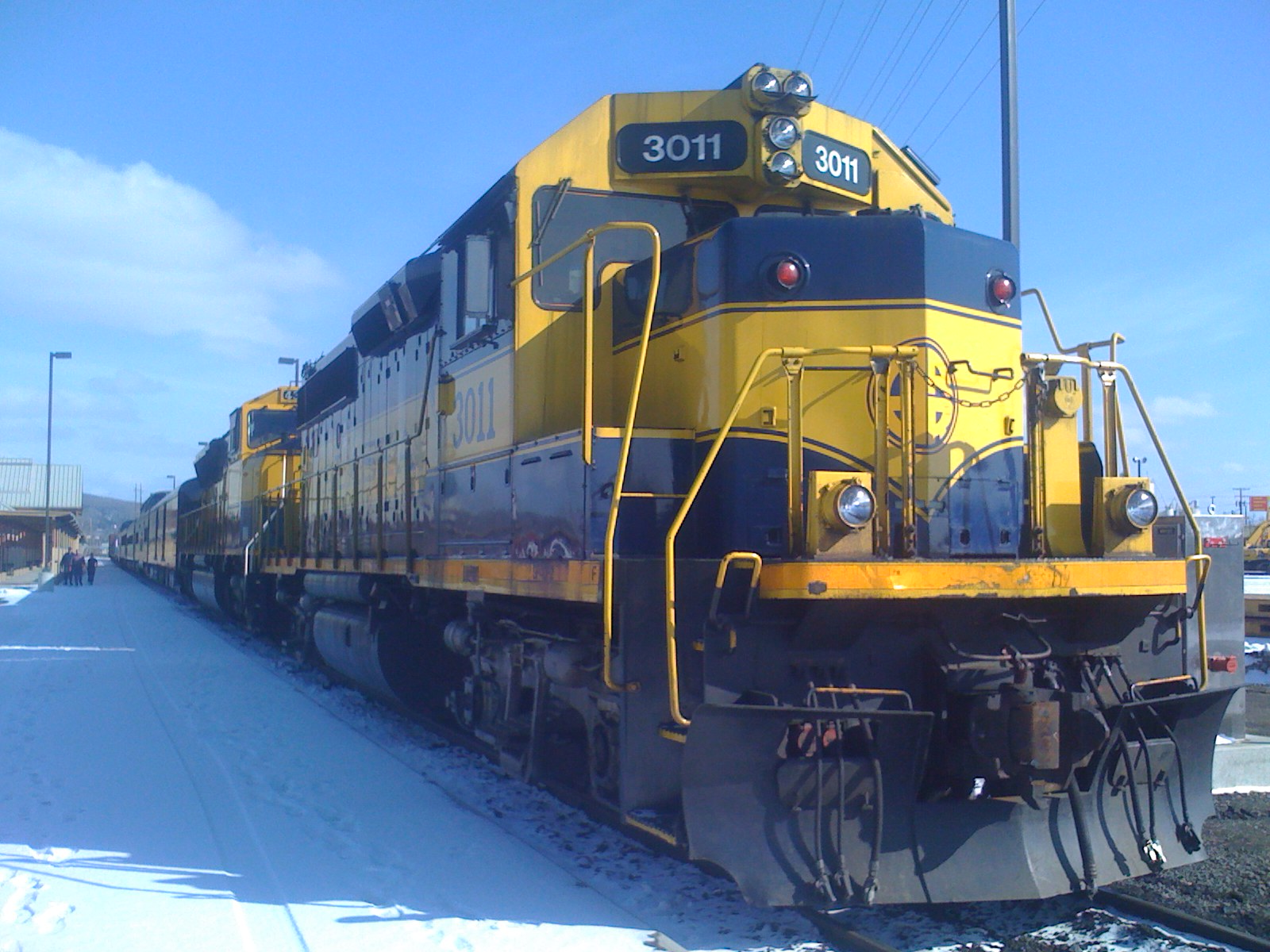
Туристичний потяг з локомотивом EMD GP40-2.
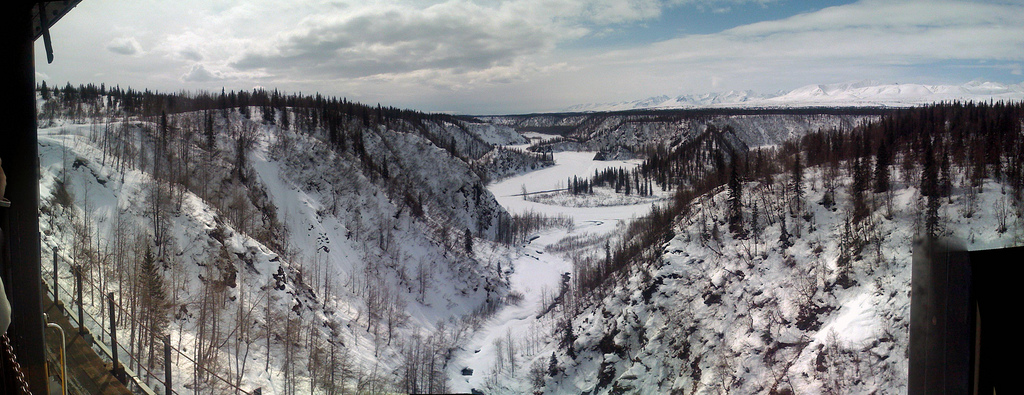
Вигляд долини після урагану Джордж.
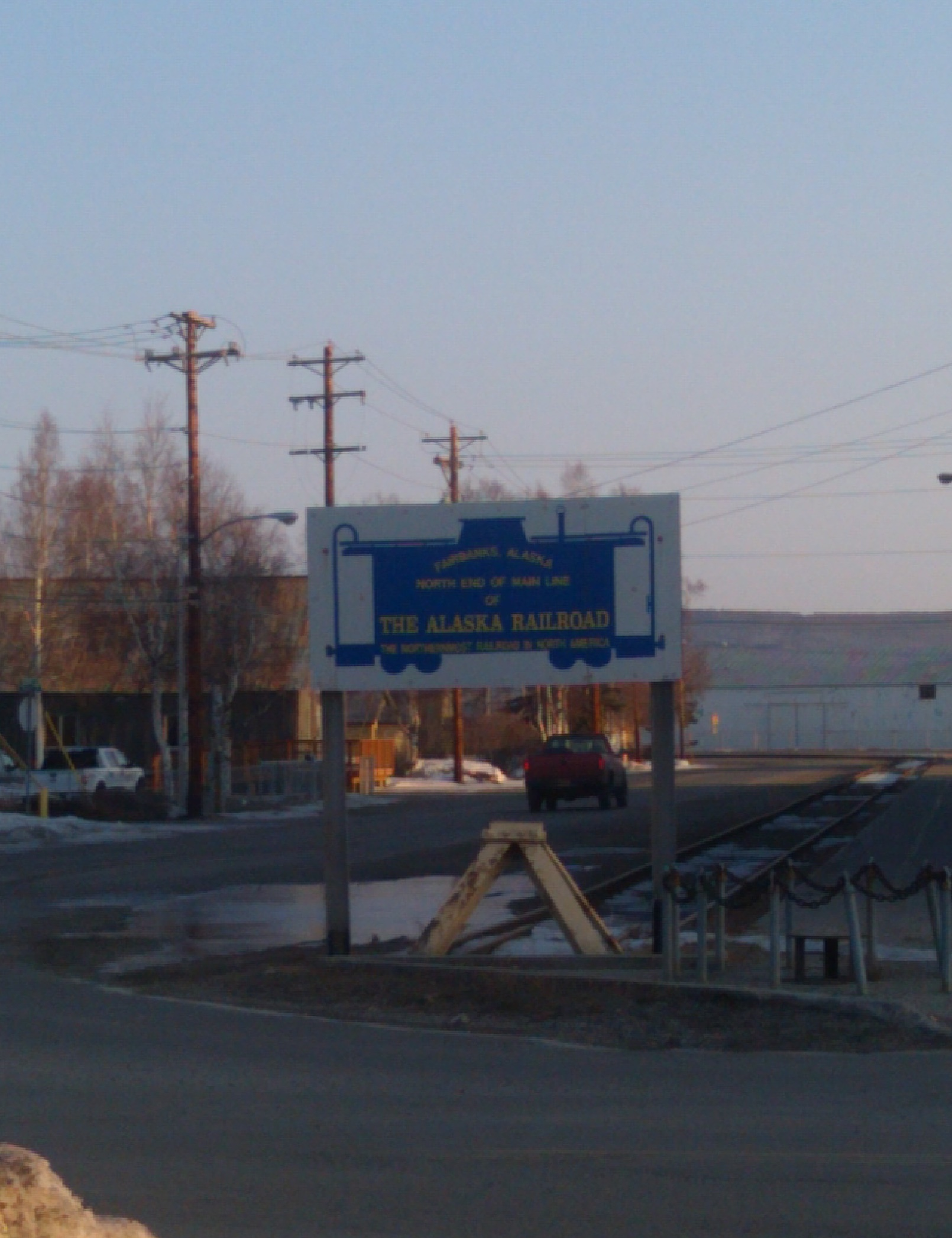
Північний кінець залізниці біля Фейрбанкса.
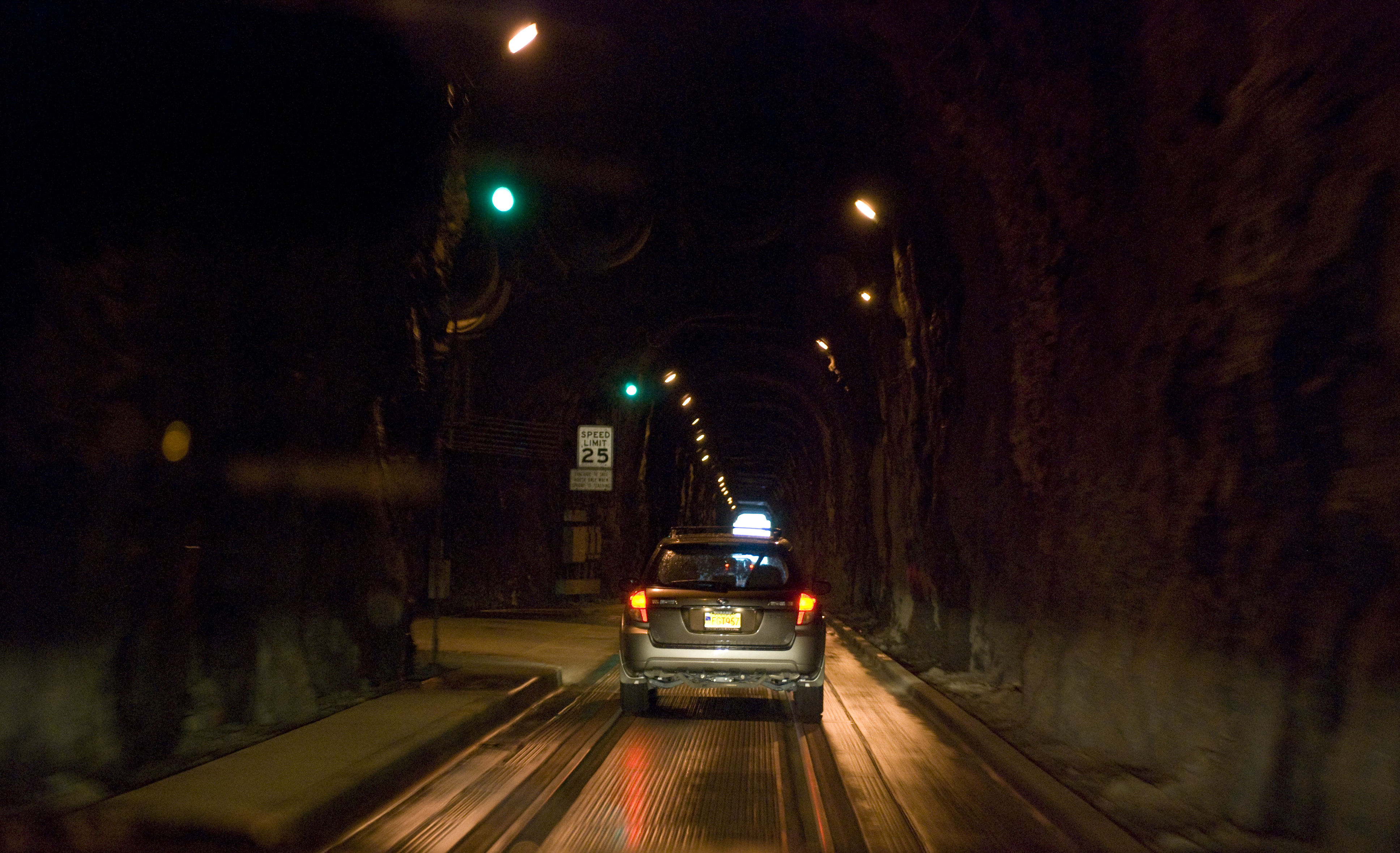
Автомобільний тунель пам'яті Антона Андерсона, поєднаний з маршрутом «Відкривача льодовиків».
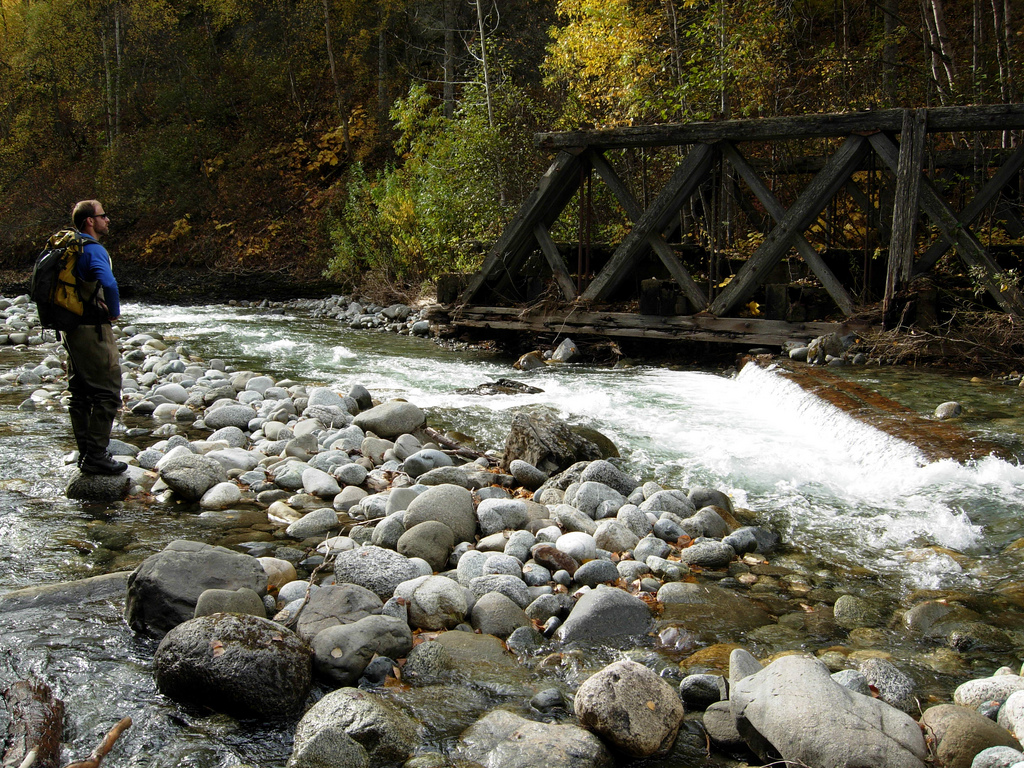
Покинутий міст колишньої гілки.
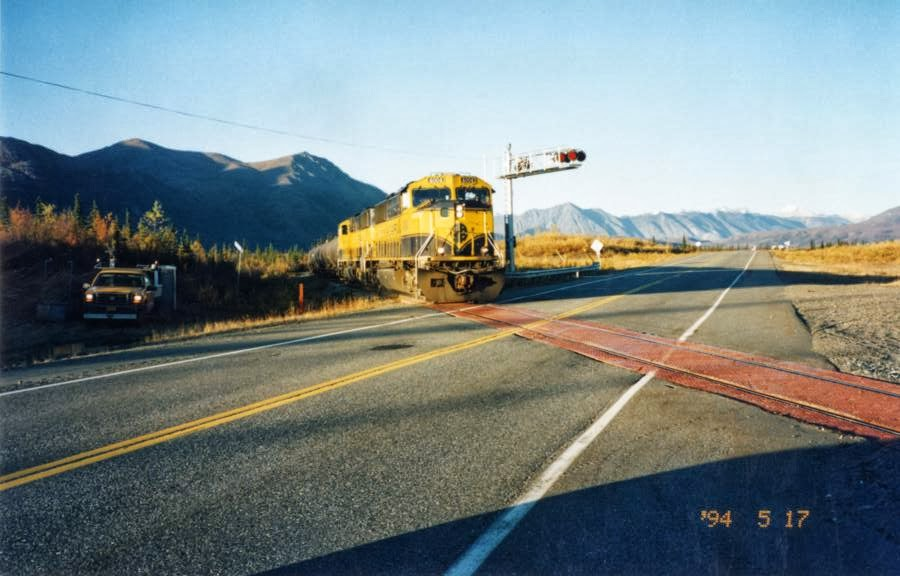
Переїзд шосе №3.
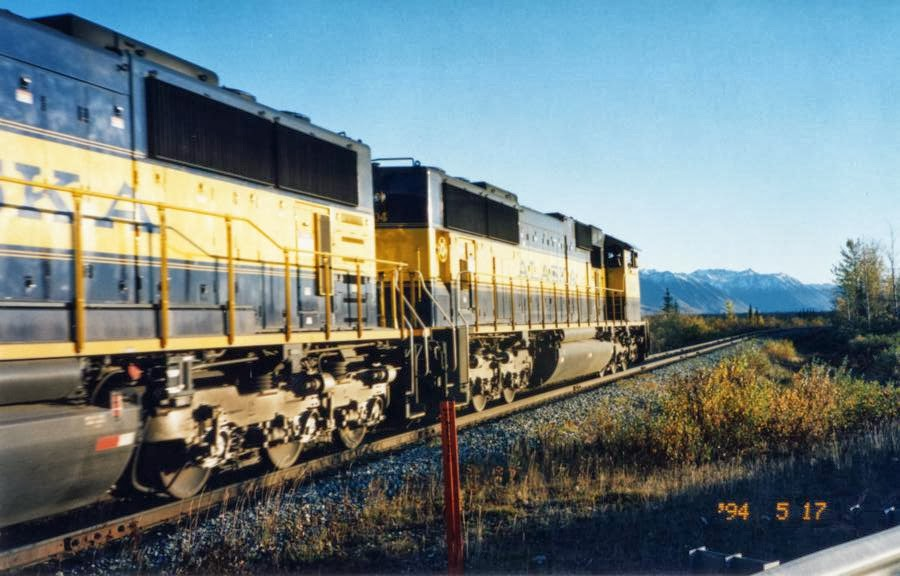
Здвоєні дизельні локомотиви.